# Sultana (koekje)
Sultana is een tussendoortje van fabrikant Verkade. In 2016 is het moederbedrijf van Verkade overgenomen door de Turkse holding "Yildiz". Hierdoor valt ook Sultana in Turkse handen.

## Geschiedenis
Sultana-koekjes zijn oorspronkelijk langwerpige koekjes met krenten ertussen geperst. De naam is afgeleid van de gelijknamige rozijnensoort. De koekjes werden in eerste instantie veel naar Nederlands-Indië geëxporteerd, waar er al begin jaren 1930 mee werd geadverteerd.
Inmiddels is het assortiment uitgebreid naar onder meer FruitBiscuit, Hartig, YoFruit en Sultana XL. Van al deze soorten zijn er ook weer verschillende smaken. 

## Rechtszaak
In 2006 spande producent Verkade een rechtszaak aan tegen namaak-Sultana's van huismerkenproducent Van Delft Biscuits.